# Associazione Sportiva Dilettantistica Torviscosa
L'Associazione Sportiva Dilettantistica Torviscosa, meglio nota come Torviscosa, è una società calcistica italiana con sede nel comune di Torviscosa, nell'ex provincia di Udine. 
Milita in Seconda Categoria, ottava divisione del campionato italiano.
Fondata nel 1942 è affiliata alla FIGC dall'anno seguente, vanta quali maggiori successi quattro partecipazioni al campionato di Serie C e 14 alla Serie D. 
Nella stagione 2022-2023 ha militato in Serie D, quarto livello del campionato italiano di calcio. Alla fine della stagione terminata con la salvezza, la società rinuncia all'iscrizione, ripartendo così dalla Seconda Categoria, divisione in cui milita attualmente.

## Storia
La storia del Torviscosa calcio è indissolubilmente legata a quella del proprio paese, in quanto il team azzurro sarà sostenuto per decenni dall'azienda che con il suo sviluppo aveva determinato la nascita del comune di Torviscosa per distacco da quello di San Giorgio di Nogaro. Torviscosa infatti è una città di fondazione, creata dal regime fascista in pieno clima autarchico (varato dopo le sanzioni del 1936 come conseguenza della Guerra d'Abissinia), insieme alla coeva fabbrica "SNIA Viscosa" che si occupava di produrre cellulosa, attraverso la lavorazione della canna gentile o arundo donax. Così il 21 settembre 1938, lo stabilimento era inaugurato dall'allora Capo del Governo Italiano, Benito Mussolini; dopo due anni ne veniva completato il raddoppio, mentre l'Italia era impegnata nella seconda guerra mondiale e Torre di Zuino diventava un nuovo Comune e prendeva il nome di Torviscosa (26 ottobre 1940).
Il team di calcio viene fondato nel 1942, e partecipò nel 1943-1944 al campionato di Prima Divisione classificandosi al 4º posto. Interrotti i campionati a causa degli eventi bellici alla ripresa dell'attività la società calcistica, che era sostenuta economicamente dalla ditta S.A.I.C.I. presente anche nel nome del club, fu assegnata al campionato di Serie C 1945-1946 dove restò fino al campionato di Serie C 1947-48. Retrocessa insieme alla stragande maggioranza degli altri team di Serie C a causa della riforma dei campionati, disputò quindi tre stagioni di Promozione, concluse con la vittoria del campionato di Promozione 1950-1951 che garantì un nuovo accesso alla Serie C. Sempre nel 1951 venne inaugurato il nuovo stadio di calcio che sarà successivamente intitolato a Beppino Tonello, storico portiere della formazione friulana. Pur essendosi classificata al 6º posto nel successivo campionato di Serie C 1951-1952 la squadra fu nuovamente retrocessa in IV Serie a causa di una nuova riforma dei campionati.
La categoria fu mantenuta fino alla stagione di IV Serie 1954-1955 al termine della quale il team retrocesse in promozione regionale. Ci vollero ulteriori tre stagioni per poter risalire in IV Serie al termine del campionato di Promozione 1956-1957.
Seguì un'immediata retrocessione nel massimo campionato regionale (divenuto nel frattempo il Campionato Dilettanti) al termine del Campionato Interregionale 1957-1958 e tre massimi campionati regionali (campionato che mutò nuovamente nome diventando nel frattempo "Prima Categoria") per poter riapprodare in Serie D al termine della stagione di Prima Categoria Friuli-Venezia Giulia 1960-1961. Seguirono quindi otto stagioni in Serie D interrotte solo dalla stagione di Prima Categoria Friuli-Venezia Giulia 1966-1967 giocata nel massimo campionato regionale e conclusa con un secondo posto e successivo ripescaggio in Serie D. La storia del club, quindi, si alternò tra partecipazioni alla serie D e al massimo campionato regionale fino al 1973 quando ebbe termine la gestione diretta della Snia Viscosa (che era subentrata alla SAICI nel 1969) e la squadra divenne più semplicemente l'A.S. Torviscosa. Il campionato di Serie D 1972-1973 si concluse quindi con un'amara retrocessione per la Torvis Snia.
Con la drastica diminuzione del sostegno dato al team dalla massima industria comunale il declino del club fu rapido per cui abbandonato il massimo torneo regionale al termine del campionato di Promozione 1977-1978, il team azzurro dovette attendere il 2007 per potervi fare rientro (Eccellenza Friuli-Venezia Giulia 2007-2008). Vincendo il Campionato di Eccellenza 2009-10 il team ha riconquistato la Serie D; retrocede però classificandosi ultimo nel campionato 2010/2011. Nella stagione 2011-2012 fa un campionato di media classifica, mentre la stagione successiva retrocede in Promozione. Nella stagione 2013-2014 termina il campionato al secondo posto e dopo essere promossa nuovamente in Eccellenza, nella stagione 2021-2022 riesce ad essere promossa in serie D posizionandosi prima.

## Palmarès

### Competizioni regionali
- Eccellenza: 2

2009-2010, 2021-2022 (girone B)
- Promozione: 5

1950-1951 (girone A), 1956-1957 (girone A), 1970-1971, 2006-2007 (girone B), 2014-2015 (girone B)
- Prima Categoria: 4

1960-1961 (girone B), 1976-1977 (girone B), 1993-1994 (girone B), 2004-2005 (girone C)
- Seconda Categoria: 3

1980-1981 (girone E), 1987-1988 (girone E), 1992-1993 (girone E)